# Rinspeed Rone
Der Rinspeed Rone ist ein Konzeptfahrzeug des Schweizer Automobilherstellers Rinspeed. Der Wagen wurde auf dem Genfer Auto-Salon 2001 erstmals der Öffentlichkeit präsentiert und galt auf diesem ersten Salon nach der Jahrtausendwende als „Innovation mit Tradition“.
Der Rone wird von einem 120 PS (88 kW) starken Vierzylindermotor im Heck angetrieben, der den 97 Zentimeter hohen Wagen in etwa 5,9 Sekunden auf 100 km/h beschleunigt. Die Höchstgeschwindigkeit liegt dank der 830 Kilogramm leichten Aluminiumkarosserie bei etwa 205 km/h. Der Motor ist für bivalenten Betrieb ausgerüstet, er kann sowohl mit Benzin als auch mit dem aus Grünabfällen hergestellten Kompogas betrieben werden.
Das Design des Wagens ist laut Rinspeed eine Mischung aus Formel-1- und Le-Mans-Fahrzeug und somit sehr aerodynamisch gestaltet. Unter anderem existieren statt Rückspiegel drei Farbkameras, deren Bilder von zwei im Cockpit integrierten LCD-Bildschirmen an den Fahrer übertragen werden. Das Cockpit des Wagens ist zudem durch das „DCCC“, das „Dynamic Cockpit Control Concept“, eine Besonderheit am Fahrzeug. 
Durch das System passt sich die Höhe des kompletten Fahrerplatzes mitsamt sämtlichen Instrumenten je nach Geschwindigkeit an und variiert so zwischen der höchsten Stellung bei einer Geschwindigkeit bis 40 km/h und 30 Zentimeter niedriger über 75 km/h. Zwischen den beiden genannten Geschwindigkeiten lässt sich die Höhe frei zwischen den beiden Höhen wählen. In Kurven neigt sich das gesamte Cockpit wie ein Motorrad zur Seite.